# 白宫全球扫盲会议
白宫全球扫盲会议是由联合国教科文组织、美国国务院、美国教育部和国际开发署共同举办的。会议旨在强调掌握读书认字能力对公民个人及国家发展的重要意义，并鼓励国际及私营机构更大程度地参与扫盲事业。来自世界各国的教育专家分别就“扫盲与健康”、“扫盲与经济自足”等专题进行了探讨。 
为了建立全球可持续的文化学习环境，帮助人们认字和进行文字交流，联合国教科文组织于2003年发起了“联合国扫盲十年”活动，并聘请美国总统夫人劳拉·布什担任这一活动的荣誉大使。白宫全球扫盲会议是“联合国扫盲十年”活动的组成部分，会议在纽约公共图书馆举行。
美国总统夫人劳拉·布什主持了会议，美国总统布什与会并发表了简短的讲话。
联合国秘书长夫人娜内·安南、联合国教科文组织总干事松浦晃一郎与来自世界各国的60多位国家元首和领导人的夫人及教育部长参加了这次会议。